# Günter Vogler
Günter Vogler (* 28. Juli 1933 in Reinhardtsgrimma; † 19. Januar 2025 in Bad Saarow) war ein deutscher Historiker und Hochschullehrer.

## Leben und Wirken
Günter Vogler legte 1952 das Abitur ab und studierte von 1952 bis 1956 Geschichte an der Humboldt-Universität zu Berlin (HU). 1956 erfolgte das Staatsexamen. Im selben Jahr wurde er wissenschaftlicher Assistent am Institut für Deutsche Geschichte der HU Berlin. Dort wurde er 1962 promoviert bei Erich Paterna und Gerhard Schilfert mit einer Arbeit zur feudalen Arbeitsrente und zum bäuerlichen Widerstande im 18. Jahrhundert. Anschließend war er als Lehrbeauftragter für Deutsche Geschichte an der HU Berlin und als Hauptreferent im Staatssekretariat für das Hoch- und Fachschulwesen der DDR tätig. Von 1966 bis 1969 war er Dozent für die Geschichte der Neuzeit. 1978 erfolgte die Promotion B. Von 1969 bis 1979 war er Professor mit Lehrauftrag für deutsche Geschichte mit Schwerpunkt Geschichte der frühen Neuzeit. Von 1979 bis 1996 lehrte er als ordentlicher Professor für Deutsche Geschichte an der Humboldt-Universität zu Berlin. Ab 2001 war Vogler Vorstandsmitglied der Thomas-Müntzer-Gesellschaft in Mühlhausen/Thüringen, von 2001 bis 2008 war er deren Vorsitzender.
Seine Forschungsschwerpunkte waren die Reformations- und Bauernkriegsgeschichte, die Bauernbewegungen, Thomas Müntzer, das Täuferreich zu Münster und historiographische Themen. Vogler galt als einer der wichtigsten Vertreter der These von einem Zusammenhang zwischen Reformation und Bauernkrieg als „frühbürgerlicher Revolution“. Vogler wurde durch zahlreiche Veröffentlichungen und Quellenausgaben zur sogenannten „Aufbruchs“-Zeit des beginnenden 16. Jahrhunderts hervorgetreten und international bekannt. Für die von Peter Blickle herausgegebene und auf zehn Bände angelegte Reihe Handbuch der Geschichte Europas verfasste Vogler den fünften Band über die europäische Geschichte zwischen 1500 und 1600, der im Jahr 2003 mit dem Titel Europas Aufbruch in die Neuzeit erschien.

## Schriften
- mit Klaus Vetter: Preußen. Von den Anfängen bis zur Reichsgründung. Deutscher Verlag der Wissenschaften, Berlin 1970 (7., überarbeitete Auflage. ebenda 1984).
- Die Gewalt soll gegeben werden dem gemeinen Volk. Der deutsche Bauernkrieg 1525. Dietz, Berlin 1975.
- Nürnberg. 1524/25. Studien zur Geschichte der reformatorischen und sozialen Bewegung in der Reichsstadt. Deutscher Verlag der Wissenschaften, Berlin 1982.
- Thomas Müntzer. Dietz, Berlin 1989, ISBN 3-320-01337-8.
- Müntzerbilder im 20. Jahrhundert. Tendenzen und Perspektiven der Forschung (= Thomas-Müntzer-Gesellschaft e. V. Veröffentlichungen. Nr. 2). (Vortrag anläßlich der Gründung der Thomas-Müntzer-Gesellschaft e. V. am 26. Mai 2001 in Mühlhausen/Thüringen). TMG, Mühlhausen 2001, ISBN 3-935547-04-8.
- Europas Aufbruch in die Neuzeit. 1500–1650 (= Handbuch der Geschichte Europas. Bd. 5 = UTB 2385 Geschichte). Ulmer u. a., Stuttgart u. a. 2003, ISBN 3-8252-2385-X.
- Thomas Müntzer und die Gesellschaft seiner Zeit (= Thomas-Müntzer-Gesellschaft e. V. Veröffentlichungen. Nr. 4). TMG, Mühlhausen 2003, ISBN 3-935547-06-4.
- als Herausgeber: Bauernkrieg zwischen Harz und Thüringer Wald (= Historische Mitteilungen. Beiheft. Bd. 69). Franz Steiner Verlag, Stuttgart 2008, ISBN 978-3-515-09175-6.
- Thomas Müntzer in einer Bildergeschichte. Eine kulturhistorische Dokumentation (= Schriften des Vereins für Reformationsgeschichte. Bd. 211). Gütersloher Verlagshaus, Gütersloh 2010, ISBN 978-3-579-05767-5.
- Die Täuferherrschaft in Münster und die Reichsstände. Die politische, religiöse und militärische Dimension eines Konflikts in den Jahren 1534 bis 1536. Gütersloher Verlagshaus, Gütersloh 2014, ISBN 978-3-579-05379-0.
- mit Siegfried Bräuer: Thomas Müntzer: Neu Ordnung machen in der Welt. Eine Biographie. Gütersloher Verlagshaus, Gütersloh 2016, ISBN 978-3-579-08229-5.